# Gypsoaphis oestlundi
Gypsoaphis oestlundi är en insektsart som beskrevs av Hottes 1930. Gypsoaphis oestlundi ingår i släktet Gypsoaphis och familjen långrörsbladlöss. Inga underarter finns listade i Catalogue of Life.